# Ideoroncus pallidus
Ideoroncus pallidus es una especie de arácnido del orden Pseudoscorpionida de la familia Ideoroncidae.

## Distribución geográfica
Se encuentra en Brasil y Paraguay.